# Chinchorro-Kultur

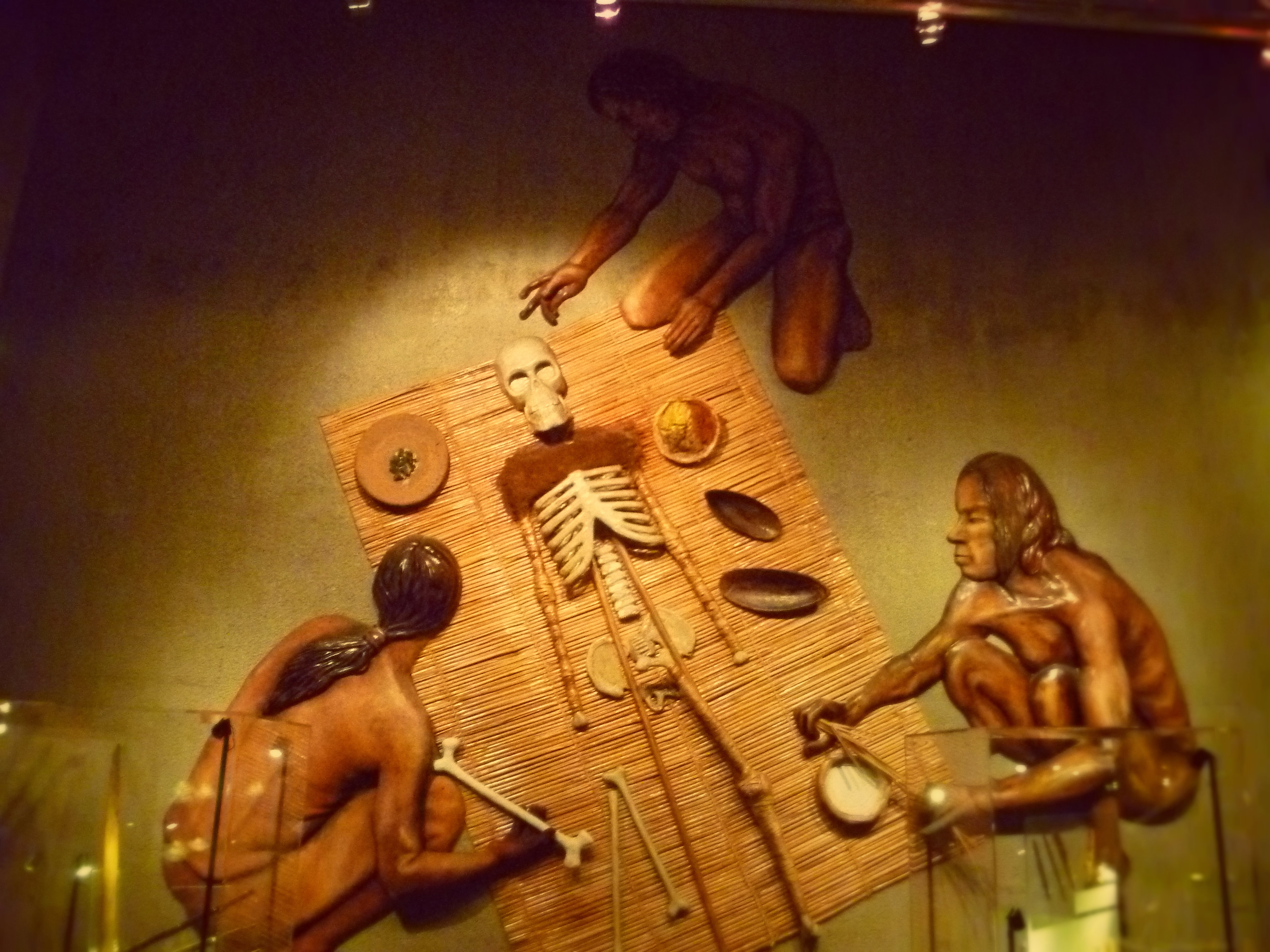
Künstlerische Darstellung einer Bestattungsszene der Chinchorro-Kultur im Museo Arqueológico y Antropológico San Miguel de Azapa in der Región de Arica y Parinacota

Chinchorro ist der Name für einen südamerikanischen Kulturkomplex von etwa 7000 bis 1500 v. Chr., dessen Träger ein Jäger- und Sammlervolk war. Die Chinchorros lebten im Norden Chiles und Süden Perus um die Wasserlöcher der Atacamawüste sowie an der Küste des Pazifiks und ernährten sich hauptsächlich vom Fischfang. Bekannt wurden sie durch die ältesten künstlichen Mumien der Welt und ihre aufwändig präparierten Kindermumien. Ansonsten ist über sie wenig bekannt, was vermutlich auch an ihrem unauffälligen Lebensstil ohne größere Bauwerke liegt.
Unklar ist der Wissenschaft geblieben, warum die einfach lebenden Nomaden ein so hochentwickeltes Totenritual praktizierten. Heute weiß man, dass im Norden Chiles eine natürliche hohe Konzentration von Arsen im Trinkwasser vorkommt. Die dadurch bedingte hohe Kindersterblichkeit hat möglicherweise zu den bizarren Praktiken geführt. Anfänglich wurden die Kinderleichen nur mit Lehm bedeckt und in der Sonne getrocknet, später entnahm man ihnen die Eingeweide, die Körper wurden mit Pflanzen gefüllt und verziert.
2021 wurden Überreste von Siedlungen und Friedhöfen der Chinchorro-Kultur in die Liste des Weltkulturerbes aufgenommen.

## Datierung

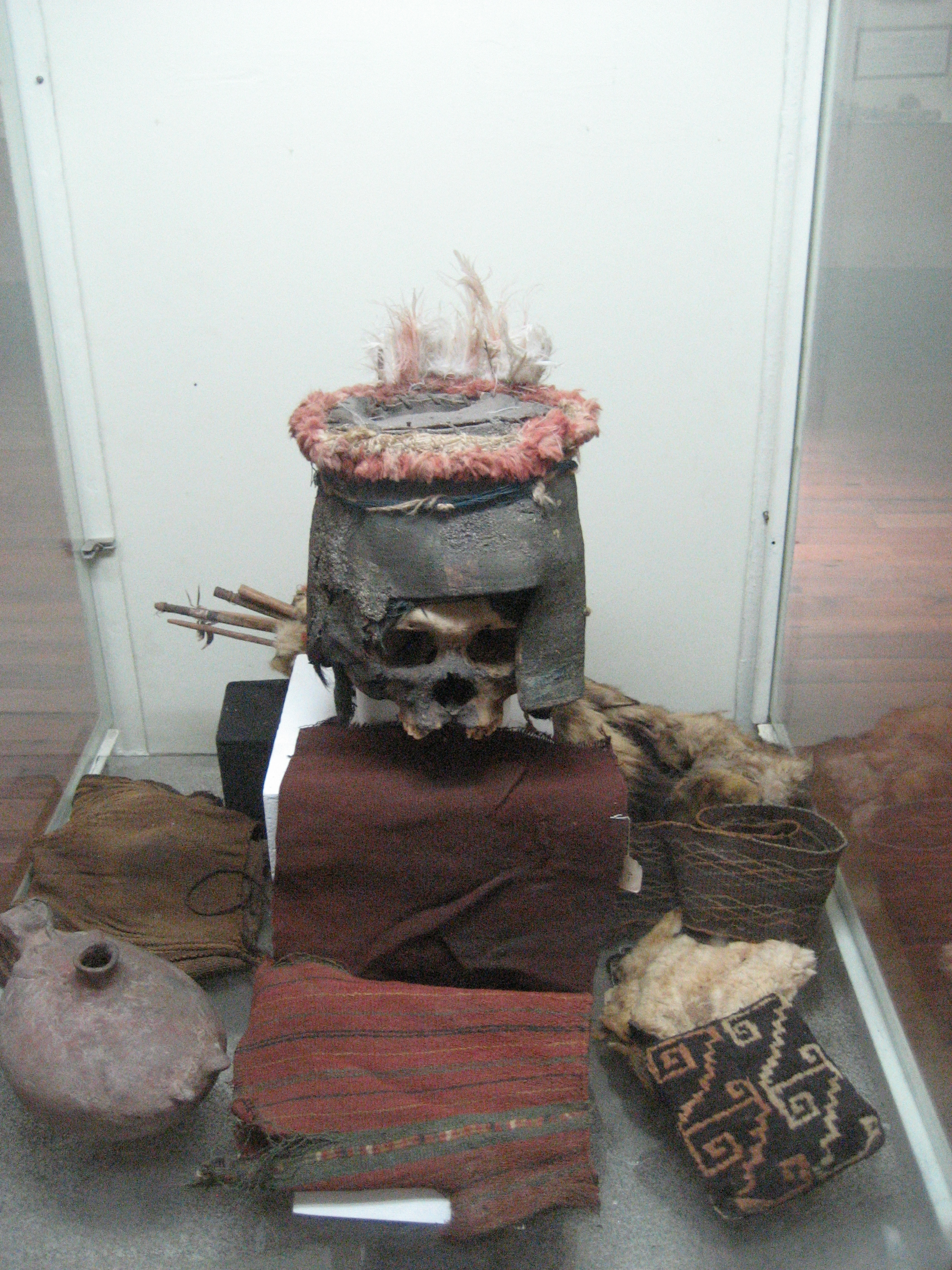
Menschlicher Schädel mit Funeralhelm und Grabbeigaben der Chinchorro-Kultur, ca. 500 – 1000 n. Chr. (Anker Nielsen Museum in Chile)

Die ersten Chinchorro-Mumien wurden bereits Anfang des 20. Jahrhunderts in der Atacama-Wüste gefunden, weltweite Aufmerksamkeit erregten sie aber erst nach der Entdeckung von 96 Mumien zu Füßen eines Felsmassivs oberhalb der chilenischen Stadt Arica im Jahr 1983. Bis 1995 wurden in der Atacama insgesamt 282 Chinchorro-Mumien aus Begräbnisstätten geborgen, von denen 149 künstlich mumifiziert wurden, während die übrigen 133 das Ergebnis natürlicher Mumifikation sind. Die älteste bekannte Chinchorro-Mumie ist der sogenannte Hombre de Acha (Acha-Mann), dessen Alter mithilfe der Radiokarbonmethode auf etwa 9.000 Jahre bestimmt wurde. Er wurde in der Acha-Schlucht am Stadtrand von Arica gefunden, in der Nähe eines Kochherdes inmitten von elf kreisrunden Steinfundamenten, welche die älteste dokumentierte Chinchorro-Siedlung bildeten. Die älteste künstliche Mumie – eine Kinderleiche aus dem Valle de Camarones – konnte auf ungefähr 5050 v. Chr. datiert werden. In den folgenden 3500 Jahren bildeten sich verschiedene Mumienstile heraus, bis die Praxis der Mumifizierung unter den Chinchorro etwa um 1500 v. Chr. zum Erliegen kam.

## Mumien

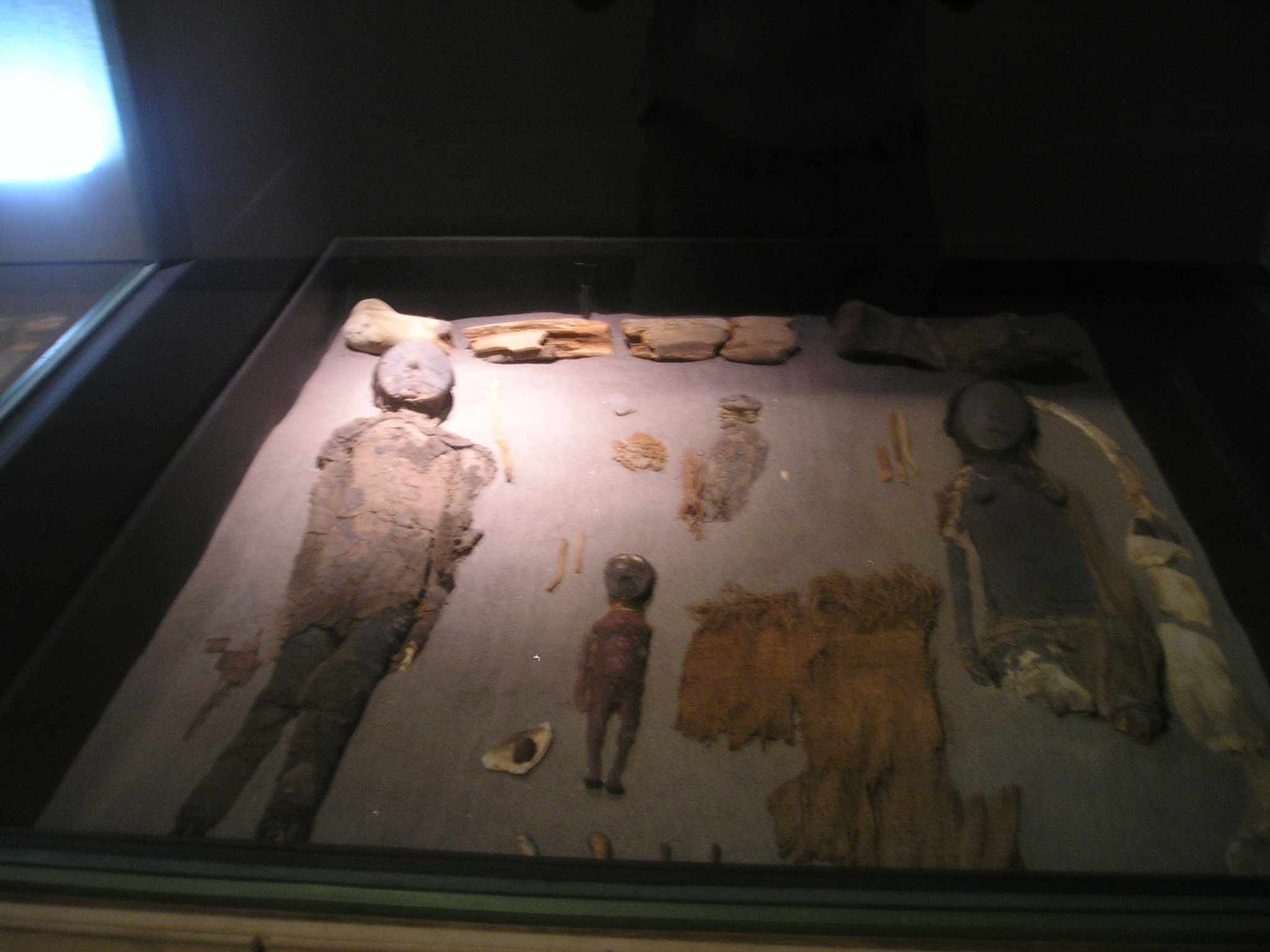
Chinchorro-Mumien

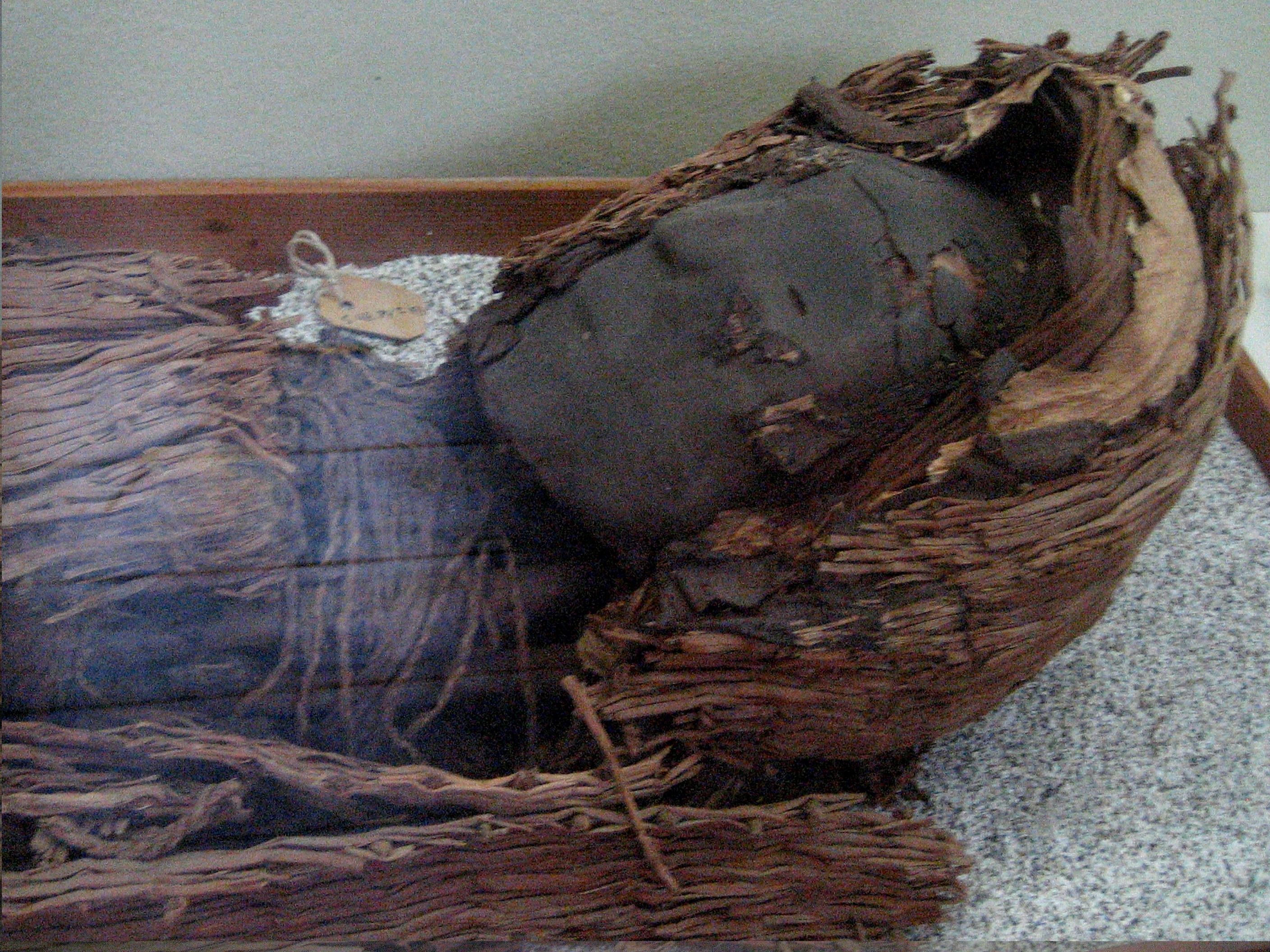
Kopf einer Chinchorro-Mumie

Die Mumien sind etwa 2000 Jahre älter als die ersten der Ägypter. Die Mumifizierung erfolgte unabhängig von Alter und gesellschaftlichem Status der Verstorbenen, wobei höher gestellte ehemalige Mitglieder der Chinchorros eine aufwendigere und komplexe Totenbehandlung erfuhren. Hohe Arsen-Konzentrationen führte bei einem Teil des Volkes zu hoher Kindersterblichkeit, was als Ursache der Entwicklung der Mumifizierung als soziale und emotionale Verarbeitung diskutiert wird.
Die Technik der Mumifizierung variierte mit der Zeit. Dabei änderte sich besonders die Farbe der Mumien, von einer durch Mangan erzeugte schwarz-schimmernde zu einer später (um etwa 2000 v. Chr.) roten Farbe der Mumien.
Nach dem Tod wurde das Fleisch der Toten entfernt und deren Äußeres durch Stöcke und Ton modelliert. Die Mumien wurden anschließend mit einer o. g. Materialien einbalsamiert. Rote und schwarze Gesichtsmasken mit charakteristischen Löchern für Mund, Nase und Augen wurden durch die Nutzung von Farbpigmenten erstellt und vermutlich den Gesichtern der Verstorbenen nachempfunden. Anschließend wurden die Toten auf Tücher aus Schilf gelegt und oberflächlich in der Wüstenerde vergraben.
Die Mumien werden unter anderem im Museo Arqueológico San Miguel de Azapa ausgestellt, ein Museum in Arica befindet sich im Bau.

## Namensherkunft
Der Name „Chinchorro“ leitet sich von einem Strandabschnitt her, an dem vom deutschen Archäologen Max Uhle in den 1910er Jahren zwölf Mumien dieser Kultur gefunden wurden. Nach einer anderen Erklärung, die hierzu keinen Widerspruch darstellen muss, leitet sich der Name von einer Bezeichnung für Fischerboote her.